# Ochna puberula
Ochna puberula är en tvåhjärtbladig växtart som beskrevs av N. Robson. Ochna puberula ingår i släktet Ochna och familjen Ochnaceae. Inga underarter finns listade i Catalogue of Life.